# Jón Karl Sigurðsson
Jón Karl Sigurðsson (* 11. April 1932 in Ísafjörður; † 27. April 2019 in Mosfellsbær) war ein isländischer Skirennläufer.

## Karriere
Jón Karl Sigurðsson nahm an den Olympischen Winterspielen 1952 teil. Er nahm im Abfahrtslauf, Slalom und Riesenslalom teil.
Sein Sohn Sigurður Jónsson war ebenfalls Skirennläufer.